# Eyrein
Eyrein är en kommun i departementet Corrèze i regionen Nouvelle-Aquitaine i de centrala delarna av Frankrike. Kommunen ligger  i kantonen Corrèze som tillhör arrondissementet Tulle. År 2022 hade Eyrein 510 invånare.

## Befolkningsutveckling
Antalet invånare i kommunen Eyrein
Referens:INSEE